# 基利摩

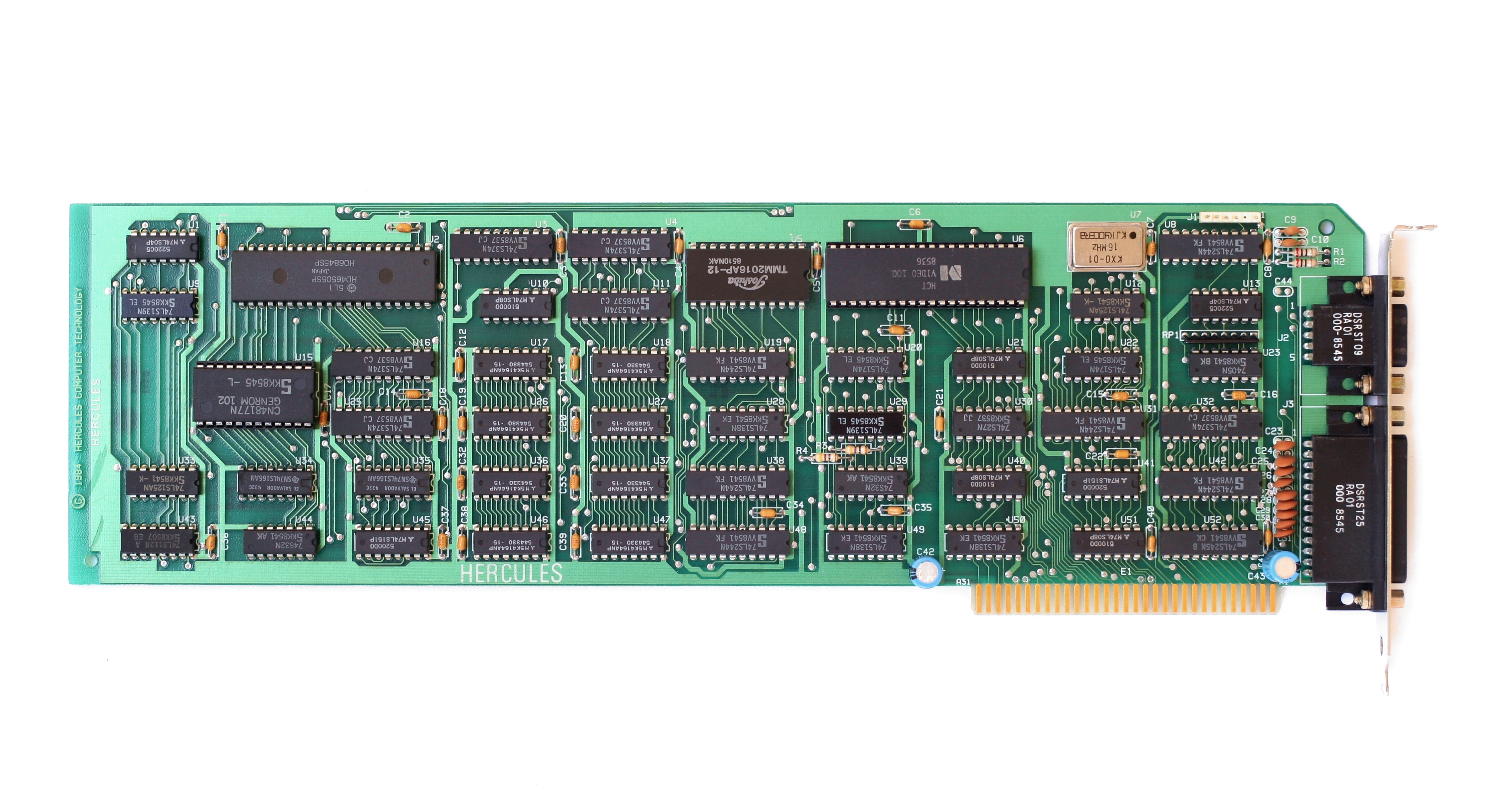
大力神图形卡

基利摩公司（Guillemot Corporation）是一间法國的電腦硬體製造商，其於1999年首先收購Thrustmaster，稍後以150萬美元收購著名的美國電腦硬體生產商大力神公司（Hercules Computer Technology, Inc.），形成旗下兩大子品牌：Hercules與Thrustmaster。
基利摩公司擁有大約500名員工，其在法國、意大利、比利時、荷蘭、英國、德國、瑞士、西班牙、加拿大、美國、澳洲和香港等地擁有子公司。其中香港公司負責全亞洲區市埸之開拓及銷售事宜。